# Vale de Espinho
Vale de Espinho ist eine Gemeinde (Freguesia) im portugiesischen Kreis Sabugal. In ihr leben 308 Einwohner (Stand 19. April 2021).